# Supervenus
Eine Supervenus ist eine hypothetische Planetenform, deren Vertreter größer und heißer als die Erde sind. Als Merkmale für eine Supervenus gelten ein enger Orbit und eine dichte Atmosphäre.
Die Existenz einer Supervenus konnte noch nicht bestätigt werden. Als wahrscheinlichster Kandidat gilt Gliese 832 c. Möglich ist jedoch auch, dass es sich bei dem Planeten um einen Mini-Neptun oder um eine Supererde handelt. Auch Kepler-69c ist vermutlich eine Supervenus.